# Politeama (Palermo)
Politeama è il decimo quartiere di Palermo; è compreso nell'VIII Circoscrizione.

## Geografia fisica
Il quartiere, esteso su un'area sub-pianeggiante pari a 2,275 ettari, si trova adiacente al centro storico, sul fianco nord dello stesso. Confina:
- A nord con i quartieri Libertà e Montepellegrino
- A ovest con i quartieri Noce e Zisa
- A est con il mar Tirreno meridionale
- A sud con i quartieri Tribunali-Castellammare e Palazzo Reale-Monte di Pietà

## Origini del nome
La denominazione del quartiere deriva dal Politeama Garibaldi, usualmente denominato Politeama, nome che veniva usato nella seconda metà dell'Ottocento e nei primi decenni del Novecento per indicare gli edifici teatrali caratterizzati dalla grandiosità delle dimensioni e destinati a spettacoli popolari.

## Storia
La storia del quartiere è legata all'espansione urbana che interessò Palermo tra il XVIII e il XIX secolo, periodo che diede inizio all'interesse della classe aristocratica e della nascente borghesia per la florida campagna a nord dell'antica cinta muraria. Nel 1778, per ordine del pretore Antonio La Grua, marchese di Regalmici, vennero tracciate la "Strada Nuova" (oggi via Ruggero Settimo) e la via Ventimiglia (oggi via Mariano Stabile), che insieme formavano un incrocio ortogonale noto come "Quattro Canti di campagna", in opposizione ai Quattro Canti di piazza Villena posti all'interno della città murata: le nuove strade, che in origine avevano la funzione di agevolare il raggiungimento delle ville nobiliari edificate nella Piana dei Colli, divennero nel corso degli anni il punto nevralgico per la fondazione di un quartiere concepito in continuità con il vecchio tessuto cittadino, che assecondasse le nuove necessità delle classi sociali più abbienti. Inoltre, il nuovo asse viario consentì la saldatura tra la città e il borgo medievale di Santa Lucia, oggi noto come Borgo Vecchio, nucleo extra-urbano nato nel XV secolo per ospitare marinai e pescatori che lavoravano nel «nuovo porto», in un'area compresa tra la Porta San Giorgio (nell'attuale Piazza XIII Vittime) e la chiesa parrocchiale di Santa Lucia.  
Nel corso dell'Ottocento, lungo l'attuale via Ruggero Settimo sorsero diversi palazzi signorili e alcuni dei più importanti punti di ritrovo per gli intellettuali e gli artisti palermitani, trasformandosi nel nuovo salotto cittadino. Nel 1848, il governo insediatosi in seguito ai moti anti-borbonici deliberò la costruzione di un suo prolungamento, che nell'espressione degli ideali rivoluzionari venne intitolato "viale della Libertà": concepito come un boulevard immerso nei giardini pubblici, la nuova strada fornì all'élite cittadina - composta tanto dalla nobiltà quanto dalla sempre più influente classe borghese - un'elegante passeggiata basata sul modello anglosassone della città-giardino, già impiegato durante il secolo precedente per la realizzazione della villeggiatura patrizia nella zona dei Colli. Con il Piano di Riforme e Ingrandimento varato nel 1860, l'amministrazione civica delineò le forme della nuova espansione edilizia, confermando la volontà di costituire il nuovo centro cittadino intorno all'asse di via Ruggero Settimo - viale della Libertà. Nel 1865 il piano accolse la progettazione di un politeama nello "spiazzo di Sant'Oliva", area libera destinata alla realizzazione di piazza Ruggero Settimo, di cui l'edificio teatrale avrebbe rappresentato il margine nord-orientale. Il teatro polifunzionale, realizzato in stile neoclassico su progetto di Giuseppe Damiani Almeyda e chiamato Politeama Garibaldi, venne inaugurato nel 1874, nonostante i lavori per l'abbellimento si protrassero fino all'Esposizione Nazionale di Palermo nel 1891. L'opera assunse un ruolo simbolico per il nuovo spazio urbano, ragion per cui il ricco quartiere dell'addizione Regalmici (altro nome con cui si identificavano i "Quattro Canti di campagna" citati in precedenza) iniziò ad essere noto come "Politeama".  

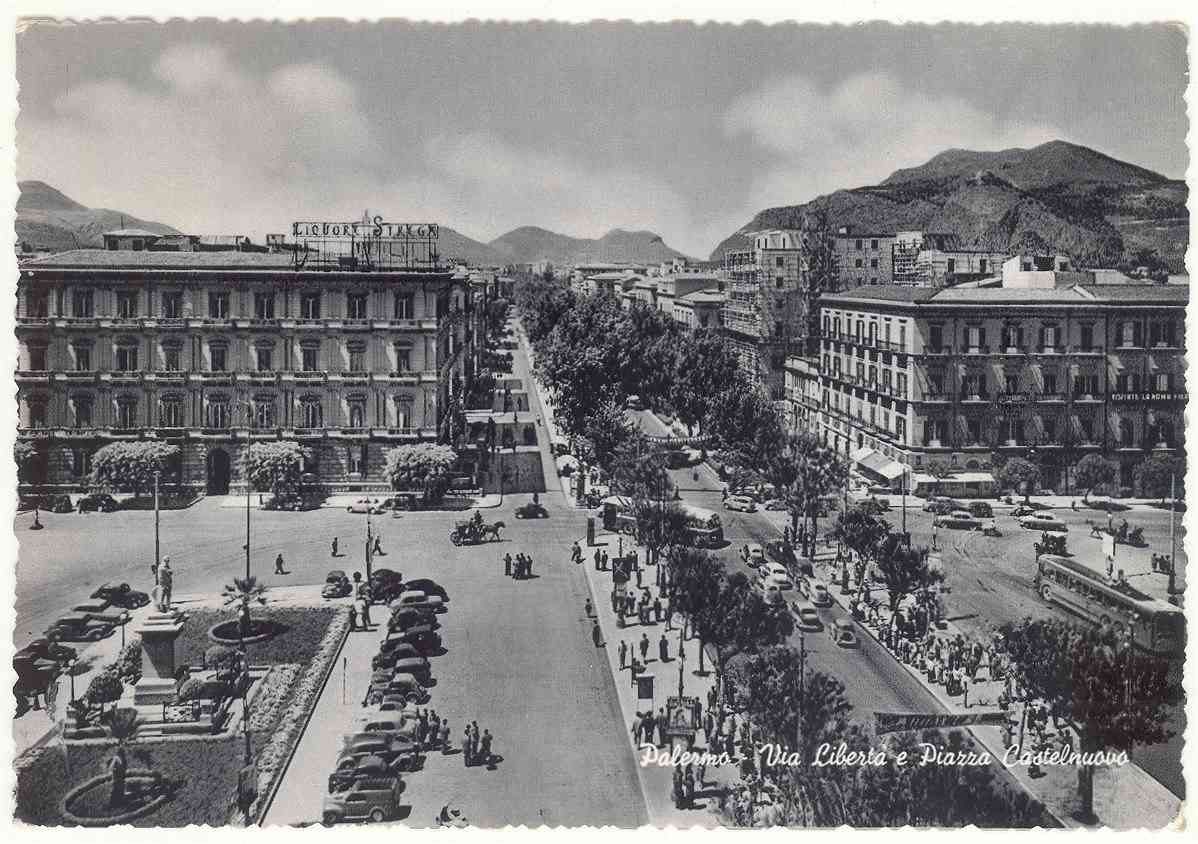
Piazza Castelnuovo e il viale della Libertà nel 1956

## Monumenti e luoghi d'interesse

### Architetture religiose
- Chiesa anglicana della Santa Croce (o Church of the Holy Cross), in via Roma;
- Chiesa della Badia del Monte (o Santa Lucia del Monte), in via Ruggero Settimo;
- Chiesa Evangelica Valdese, in via dello Spezio;
- Chiesa di San Francesco di Paola, in Piazza S. Francesco di Paola;
- Chiesa dei Santi Pietro e Paolo Apostoli, in via Francesco Bentivegna.

### Architetture civili

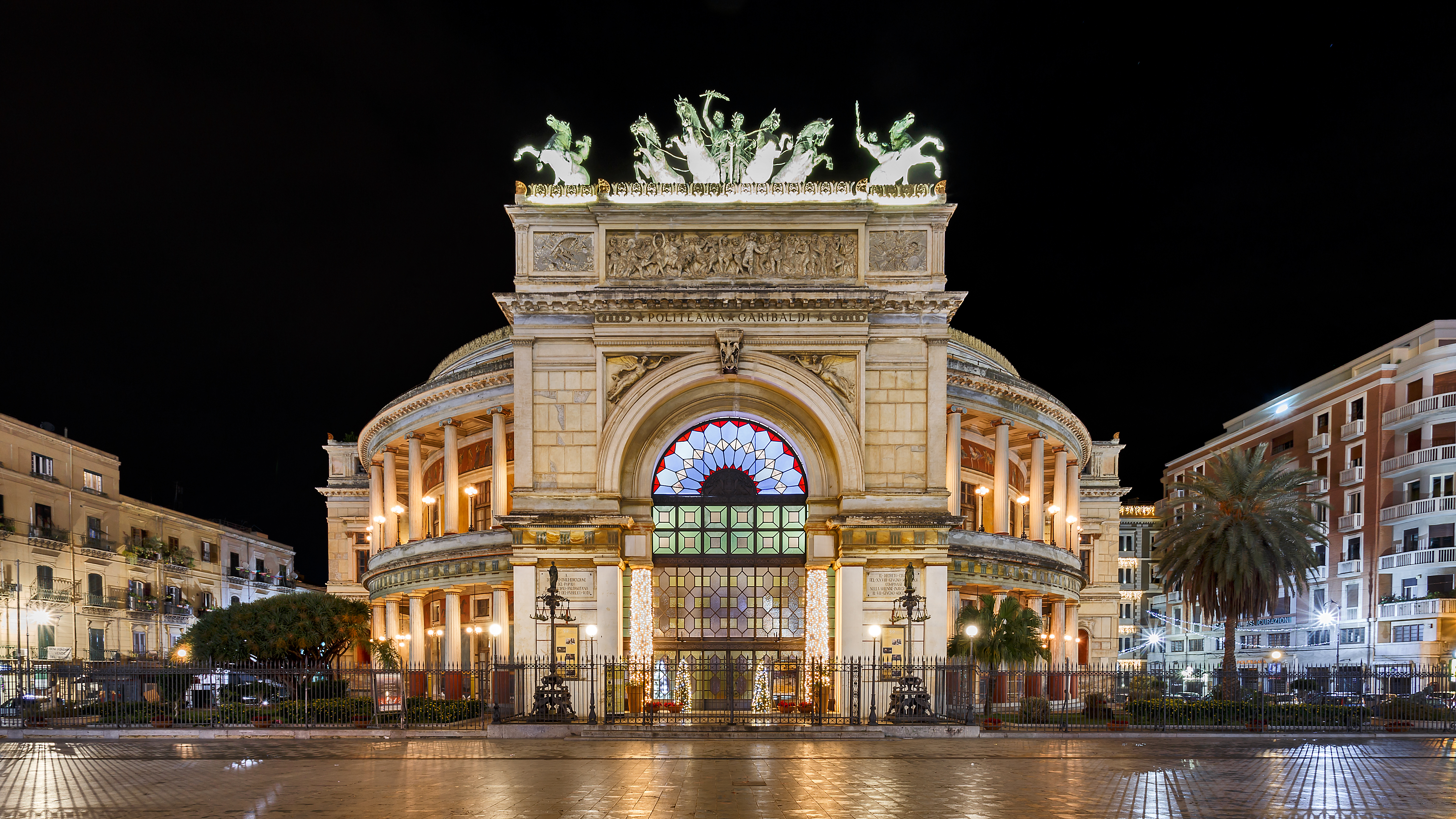
Politeama Garibaldi sullo sfondo di Piazza Ruggero Settimo

- Circolo Unificato dell'Esercito (già Circolo degli Ufficiali), in Piazza Sant'Oliva;
- Grattacielo Ina Assitalia, in Piazzale Ungheria;
- Palazzo De Spuches-Galati, in via Ruggero Settimo;
- Palazzo Francavilla, in via Ruggero Settimo;
- Palazzo Genuardi, in via Ruggero Settimo;
- Palazzo "La Galleria", in via Ruggero Settimo;
- Palchetto della Musica, in Piazza Castelnuovo;
- Politeama Garibaldi, generalmente detto "Teatro Politeama", in Piazza Ruggero Settimo;
- Sede Centrale del Banco di Sicilia, in Piazza Marchese di Regalmici e via Ruggero Settimo.